# .mz
.mz (Inglês: Mozambique) é o código TLD (ccTLD) na Internet para Moçambique.
Registos são feitos no terceiro nível, sob os domínios net.mz, adv.mz, mil.mz, ac.mz, co.mz, org.mz, gov.mz e edu.mz.[carece de fontes?] A entidade responsável pelo registo e monitoramento é o CIUEM (Centro de Informática da UEM).[carece de fontes?]